# اصول موضوعه پئانو

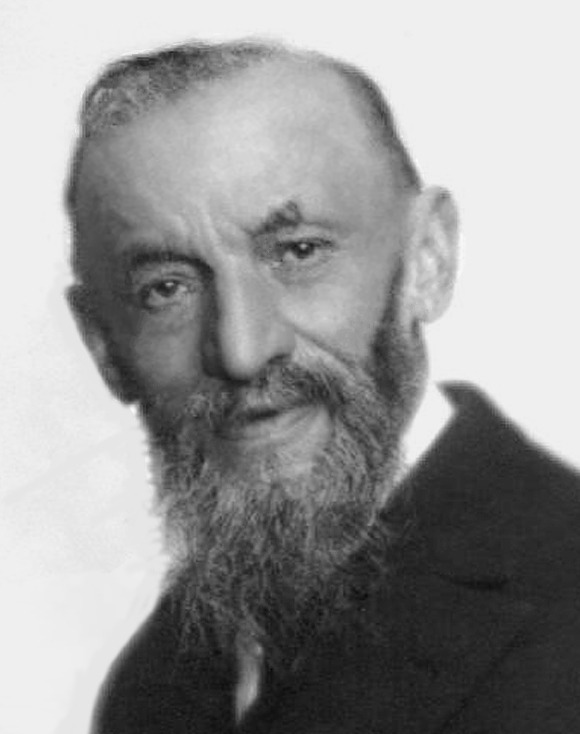
جوزپه پئانو

در منطق ریاضی، اصول موضوعۀ پئانو (به انگلیسی: Peano axioms)، که همچنین تحت عنوان اصول موضوعۀ ددکیند-پئانو یا اصول پئانو شناخته می‌شوند، مجموعه‌ای از اصول برای اعداد طبیعی است که در قرن ۱۹ توسط ریاضی‌دان ایتالیایی جوزپه پئانو ارائه شد. این اصول تقریباً بدون هیچ تغییری در تعدادی از پژوهش‌های فرا ریاضیاتی استفاده شده‌است که از جملۀ آن‌ها می‌توان به پرسش‌های اساسی دربارهٔ اینکه آیا نظریۀ اعداد سازگار و تام است، اشاره کرد.

## فرمول‌بندی
زمانی که پئانو اصول موضوعه‌اش را فرمول‌بندی کرد، زبان منطق ریاضی طفولیت خود را سپری می‌کرد. سیستم نمادگذاری منطقی‌ای که او برای نشان دادن اصول ایجاد کرد، به تدریج نامحبوب از آب درآمدند؛ اگرچه این سرآغاز پیدایش نماد مدرن برای عضویت مجموعه‌ای (∈، که از ε پئانو می‌آید) و استلزام (⊃، که از معکوس «C» پئانو می‌آید) بود.
اصول پئانو خواص حسابی اعداد طبیعی که با یک مجموعه N یا {\displaystyle \mathbb {N} .} نمادهای غیر منطقی برای اصول، شامل یک نماد ثابت ۰ و یک نماد تابعی تک متغیره S می‌شود.
اصل نخست می‌گوید که ثابت ۰ یک عدد طبیعی است:
۱. ۰ یک عدد طبیعی است.
چهار اصل بعدی، رابطه تساوی را توصیف می‌کنند. از آنجایی که آن‌ها در منطق مرتبه اول دارای تساوی از نظر منطقی معتبرند، در ملاحظات مدرن، آن‌ها به عنوان بخشی از «اصول پئانو» در نظر گرفته نمی‌شود.
۲. برای هر عدد طبیعی x، داریم x = x. یعنی تساوی بازتابی است.
۳. برای اعداد طبیعی x و y، اگر x = y، آنگاه y = x. یعنی تساوی، تقارنی است.
۴. برای اعداد طبیعی y ,x و z، اگر x = y و y = z، آنگاه x = z. یعنی تساوی، متعدی است.
۵. برای هر a و b، اگر b یک عدد طبیعی بوده و a = b، در آنصورت a نیز یک عدد طبیعی است. یعنی اعداد طبیعی تحت تساوی بسته‌اند.
باقی اصول موضوعه، خواص حسابی اعداد طبیعی را تعریف می‌کنند. اعداد طبیعی، مفروض اند بر اینکه تحت یک تابع «تالی» تک متغیره S بسته‌اند.
۶. برای هر عدد طبیعی S(n) ,n یک عدد طبیعی است.
۷. برای اعداد طبیعی m و n، داریم m = n اگر و تنها اگر ‏S(m) = S(n)‎. یعنی، S تابعی یک‌به‌یک است.
۸. برای هر عدد طبیعی n، گزاره S(n) = ۰ نادرست است. یعنی هیچ عدد طبیعی وجود ندارد که تالیش صفر باشد.
فرمول بندی اصلی پئانو از اصول موضوعه، ۱ را بجای ۰ به عنوان «نخستین» عدد طبیعی در نظر می‌گرفت. این انتخاب، اختیاریست، چرا که اصل موضوعه ۱، عدد ۰ را به خواص بیشتری تجهیز نمی‌کند. اگرچه چون ۰ در حساب، همانی جمعی است، اغلب فرمول بندی‌های مدرن از اصول پئانو از ۰ آغاز می‌شوند. اصول ۱، ۶، ۷ و ۸ یک نمایش یکانی از مفهوم شهودی اعداد طبیعی تعریف می‌کنند: عدد ۱ می‌تواند به عنوان‏ S(۰)‎، عدد ۲ به عنوان ‏S(S(۰))‎، و … تعریف شوند. اگرچه، با فرض گرفتن اعداد طبیعی ای که از اصول موضوعه استخراج می‌شوند، اصول ۱، ۶، ۷ و ۸ تنیجه نمی‌دهند که تابع تالی کل اعداد طبیعی بجز ۰ را تولید می‌کند. به بیان دیگر، اینها تضمین نمی‌کنند که هر عدد طبیعی به غیر از صفر باید از یک عدد طبیعی دیگر پیشی بگیرد.
این تداعی شهودی که هر عدد طبیعی، یک رابطهٔ تالیت را با یک (در مورد عدد آغازین) یا دو (برای باقی اعداد) عدد دیگر را تجربه می‌کنند، یک اصل اضافی می‌خواهد، که گاهی به آن اصل استقراء گفته می‌شود.
۹. اگر K یک مجموعه باشد به طوری که:
- ۰ در K باشد،
- برای هر عدد طبیعی n، وجود n در K نتیجه دهد که‏ S(n)‎ در K است،

در آنصورت K شامل همه اعداد طبیعی است.
اصل استقراء گاهی به صورت زیر تببین می‌شود:
۹. اگر φ یک محمول تک‌متغیره باشد به طوری که:
- ‏ φ(۰)‎ صادق باشد،
- برای هر عدد طبیعی n، صادق بودن ‏φ(n)‎ صادق بودن‏ φ(S(n))‎ را نتیجه دهد، در آنصورت ‏φ(n)‎ برای هر عدد طبیعی n برقرار است.

در فرمول بندی اصلی پئانو، اصل استقرا یک اصل مرتبه دوم است. امروزه رایج است که این اصل مرتبه دو را با یک اصل-طرح ضعیف‌تر مرتبه اول جایگزین کنند. دو تفاوت مهم بین فرمول بندی‌های مرتبه اول و مرتبه دوم وجود دارد که پایین‌تر به آن‌ها خواهیم پرداخت.